# Ставчены
Ставчены также Стэучень (рум. Stăuceni) — город в Молдавии, в составе сектора Рышкановка муниципия Кишинёв.
В город Ставчены также входит село Новые Гояны. День города празднуется 21 сентября.
В Ставченах работает Кишинёвский национальный колледж виноградарства и виноделия. В Ставченах есть винзавод, ферма и обширные плантации и сады. В Ставченах имеются и строятся новые многоэтажные дома, но, в основном, село представляет собой коттеджный посёлок с развитой инфраструктурой.
Город Ставчены связан общественным транспортом со столицей Кишинэу, автобусным маршрутом номер 37 и троллейбусным номер 32.

## История
Почти всё время село находилось в составе Криулянского района.
2 февраля 1978 года селу был присвоен статус «посёлок городского типа», однако при принятии закона об административно-территориальном устройстве Республики Молдова в 1994 году статус Ставчен вновь был понижен до села-резиденции. Первое упоминание о Ставченах в исторических документах относится к 7 июня 1867 года. В 1901 году территория села вошла в подчинение находящегося севернее села Криково. Село располагалось в 3 километрах севернее Кишинёва на Оргеевской дороге и называлась Буруяна, его окружали земли с садами, лесами и пахотной землёй, принадлежавшие в то время помещику Балицкому.
Одной из версий происхождения нынешнего названия села является версия о том, что переселенцы были с севера Молдавии. Название же происходит от славянского слова «став» («озеро» или «пруд») и означает «село у пруда», а топоним привезли с собой переселенцы.
В соответствии с Законом № 431 от 19.04.1995 «О статуте муниципия Кишинэу» коммуна Ставчены была передана в состав сектора Рышкановка муниципия Кишинёв.
В августе 2020 года в коммуне стартовали крупные реконструкционные работы.

## Экономика
Город известен виноделием. В Ставченах функционирует Кишинёвский национальный колледж виноградарства и виноделия. Здесь также работает винзавод, ферма и обширные плантации, сады виноделия.